# El Pabellón japonés
El Pabellón japonés, es el nombre que se le dio a la exposición japonesa de “Arte Industrial”, que se celebró el 2 de septiembre de 1910, en el Palacio de Cristal, hoy día conocido como el Museo Universitario del Chopo, en la Ciudad de México. Con presencia del embajador de Japón, Sr. Kuma Horigoutchi, el presidente de la República, General Porfirio Díaz, inauguró la exposición.
Esta exposición albergó distintos objetos nipones, colocados y seleccionados por grupos correspondientes a cada industria del Japón.

## Historia

### 1910
Con las fiestas del Centenario de la Independencia de México, celebradas en 1910; la Secretaria de Instrucción Pública y Bellas Artes, cedió temporalmente a la Delegación Japonesa El Palacio de Cristal, para albergar la exposición japonesa de Arte Industrial.
Periódicos del país como El País, El Tiempo, El Diario, El imparcial y algunas revistas dieron amplia cobertura de la inauguración, el 2 de septiembre de 1910.
La puerta principal del edificio quedó cubierta por un pórtico de madera azul con un enorme dragón rojo y aplicaciones doradas. Presidieron la inauguración, pronunciando sendos discursos, el representante diplomático del Japón Sr. Kuma Horigoutchi y el presidente de México, General Porfirio Díaz. Acompañado por los miembros de su Gabinete.
El lugar designado de la exposición fue el Pabellón del Museo de Historia Natural que se encuentra entre las calles de las estaciones, decorado con telas de quitasoles y demás objetos coloridos, destinado a atraer la atención del visitante.
En estantes y vitrinas, se exhibían objetos  “que podrían ser adquiridos por compra desde luego, y los que solo podían comprarse cuando terminara la Exposición”
“En las primeras vitrinas se encontraban muebles de madera de laca, con incrustaciones preciosas en filigranas, en armas, en instrumentos quirúrgicos, en pinturas, juguetes, bastones, sombreros, dijes, objetos de escritorio, y muchas cosas más. La segunda comprendía de un gran lote de porcelana, vajillas, juegos de té, floreros, jarrones, y otros, a los que una flor, un árbol de cerezo, un dragón, la figurilla de un elefante o la silueta de una nevada cima, despojaban de la vulgaridad y revestían de encanto oriental” 

Los jarrones fueron decorados con imperiales crisantemos, estatuillas de marfil, los biombos de sedas joyantes ricamente bordados con representaciones de obras maestras de pinturas niponas, fueron parte de la decoración que acompañaron a la exposición.
El jardín anexo al edificio, fue trasformado por los organizadores en un parque de Tokio, con un estanque en miniatura, árboles enanos y demás floricultura japonesa.
El periódico “El País” destacó en su primera plana el edificio de la “Exposición Japonesa” acentuando el esfuerzo laudable de los hijos del país del sol naciente por estrechar vínculos que unían a su patria y a la nuestra, que en algo se identifican étnicamente. Periódico, El País, 2 de septiembre de 1910.
El 1 de diciembre de 1913, una vez terminadas las fiestas del Centenario y la Clausura de la Exposición Japonesa, tuvo lugar la inauguración del nuevo Museo Nacional de Historia Natural.

### 100 años después
“El Pabellón japonés del Museo Universitario del Chopo, que celebra 400 años de relaciones diplomáticas entre México y aquel país, incluye las muestras Jardín de invierno. El micropop en el arte contemporáneo japonés, curada por Midori Katsui, y Kami-Robo, del singular artista Tomohiro Yasui“

### Kami-Robo
La exposición del Museo Universitario del Chopo cuenta con más de 200 Kami-robo, que significa robot de papel, creación de Tomohiro Yasui; robots de juguete hechos a base de papel y alambre,  tienen una genealogía, personalidad y movimientos singulares. Yasui ha creado más de 400 Kami-robo, los cuales en un principio nacieron inspirados de series televisivas para pasar a ser inspiración.
"Cada Kami-robo tiene alma. En nuestra cultura, todos los objetos tienen dioses, un espíritu"
“En algunos Kami-robo resalta cierta inspiración occidental. Como un caballo texano; un alien, Macaroni, que guarda semejanza con un personaje de Toy Story; personajes del Mago de Oz o la princesa Pink, un esqueleto que lleva un traje típico color rosa mexicano”.

### Jardín de invierno.
"El micropop en el arte contemporáneo japonés muestra cómo los artistas contemporáneos de Japón tienen una desilusión sobre la economía, la política, la forma de vida”.  De acuerdo con Gabriela González, curadora en jefe del museo, Jardín de invierno. 
"Utilizan técnicas muy simples para plasmar esas ideas y por ello la curadora Midori Katsui afirma que se trata de una parte humilde de los artistas. No hay grandilocuencia en el arte, sino una muestra de una generación desilusionada".
Las 35 piezas expuestas, fueron realizadas con materiales sencillos respecto a otro tipo de materiales usados en el arte contemporáneo; acrílico, grafito, acuarelas, lápices de colores, óleo y tela, aunque algunas incluyen vídeos y un tocadiscos. 
"La idea de jardín de invierno habla de un espacio desolado en el que no hay nada, como en la nieve, pero hay un doble significado: un jardín de invierno también es un invernadero, donde hay vida. Cuando algo desaparece, hay un lugar fértil para algo nuevo. Es una metáfora de la transición que vive la juventud".
De acuerdo con el texto curatorial de Matsui, Micropop resume una doble meta artística: refrescar la percepción de la realidad más allá de los rígidos marcos de los roles sociales y reutiliza el conocimiento de cosas y ambientes preexistentes para lidiar con las experiencias inmediatas de la vida.
"Inventa juegos, contextos y usos para las cosas y lugares que se aprecian oscuras, pasadas de moda o banales, para crear un espacio flexible de comunicación".
Mahomi Kunikata elige al manga como tema para su tela, donde explora además el cuerpo y la muerte. Y los ejemplos son múltiples.
"Llevamos trabajando casi dos años en estas exposiciones que integran el pabellón, buscamos elegir las más adecuadas al tipo de público del museo: una de arte contemporáneo, otra más popular. En febrero se inaugura México + Japón, unidos contra el VIH en los niños, que incluye 15 artistas mexicanos y 15 japoneses. La otra es Selva de cristal, con artistas japoneses que viven y producen en México", concluyó González.